# Dějiny Univerzity Karlovy (1740–1918)

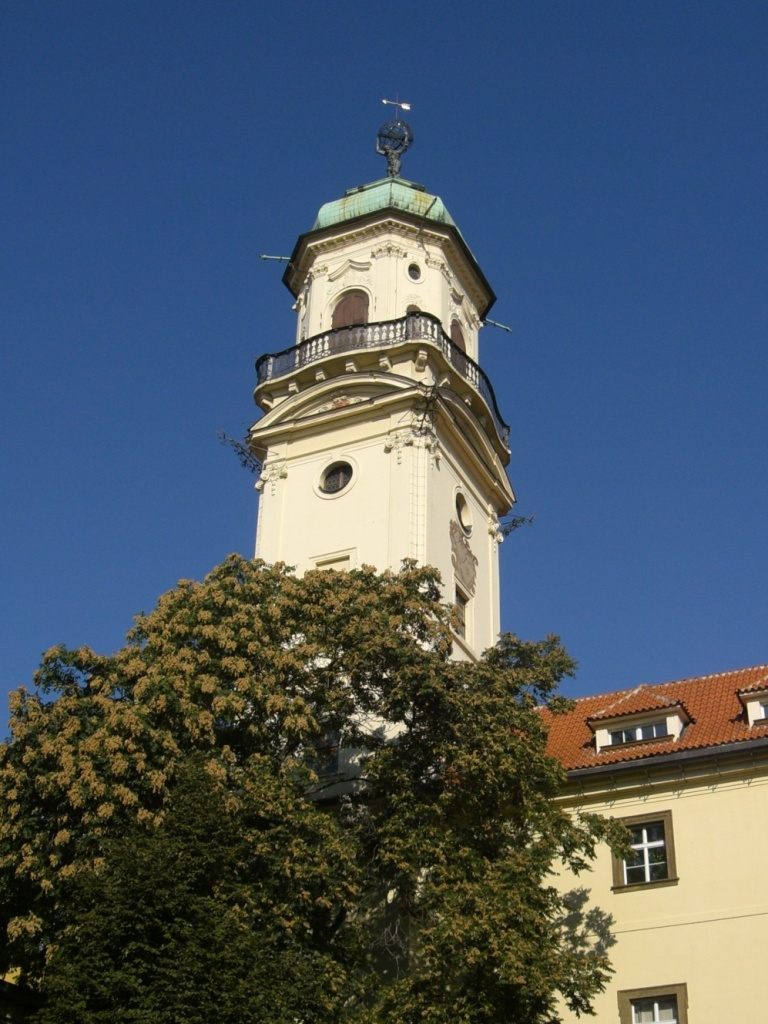
Astronomická věž Klementina

Dějiny Univerzity Karlovy (1740–1918) stručně popisují historii této univerzity v období absolutismu a osvícenských reforem až do konce Rakouska-Uherska a založení Československé republiky roku 1918.

## Osvícenské reformy a josefinský absolutismus 1740–1848
Brzy po roce 1740 se císařovna Marie Terezie rozhodla pro radikální reformy školství včetně univerzit. Přípravou byl pověřen její osobní lékař, osvícenec Gerhard van Swieten (1700–1772). Univerzity byly postupně podřízeny zájmům státu a státním úřadům, unifikovány a zbaveny zbytku své autonomie. Nově ustanovená státní správa vytlačila akademickou samosprávu univerzity na okraj a převzala všechny důležité činnosti. Také pravomoc arcibiskupa byla silně omezena a roku 1747 byla i jeho univerzitní funkce zařazena do státní správy. Reformy, proti nimž se stavěli zejména jezuité, vyvrcholily papežským zrušením jezuitského řádu roku 1773 a vyloučením bývalých jezuitů z duchovních fakult univerzity, což úroveň v řadě oborů výrazně poškodilo. Prakticky všichni profesoři univerzity pak už pocházeli z Českých zemí a i cizích studentů výrazně ubylo.
Za vlády Josefa II. roku 1774 se univerzita zbavila církevního dohledu a stala se orgánem absolutistického státu. V důsledku tolerančního patentu (1781) mohli zde studovat i nekatolíci. Pražská univerzita – stejně jako všechny ostatní v Rakousku – měla především vychovávat státní úředníky, soudce, učitele, lékaře a kněze. Roku 1784 ztratila svou právní i hospodářskou autonomii, císař zavedl nové studijní obory, povinný německý jazyk a používání jednotných učebnic. Rozhodování o obsahu studia převzal od roku 1791 studijní konses, složený z rektora, děkanů a státem jmenovaných osob, který pak vykonával i funkci cenzora.
Počet škol v Čechách vzrostl od roku 1779 do 1791 na dvojnásobek a počet žáků z 50 na 185 tisíc, tedy na čtyřnásobek. To se výrazně odrazilo i na poslání a složení univerzity: zatímco roku 1784 studovala více než polovina studentů teologii, roku 1789 to bylo jen 20 % a roku 1841 pouhých 8 %. Po krátké epizodě vlády Leopolda II., který chtěl fakultám a jejich profesorům vrátit jistou samosprávnost, následovalo roku 1793 další utužení. Fakulty řídili státem jmenovaní direktoři, kteří často zastávali i funkci cenzorů.
Také v obsahu studia nastaly značné změny. Na univerzitě přibylo exaktních oborů a v letech 1787 až 1815 byla součástí filosofické fakulty i inženýrská škola, dnešní ČVUT. Prvním profesorem českého jazyka a literatury se roku 1793 stal F. M. Pelcl. Profesorem nově zavedeného povinného předmětu „Náboženská věda“ byl v letech 1802–1819 oblíbený osvícenský kněz a významný vědec Bernard Bolzano. V letech 1802 až 1848 se počet studentů univerzity pohyboval mezi 1700 až 3500. Protože panovník pokládal i studenty za zaměstnance státu, museli studenti vytvořit roku 1800 a 1808 menší oddíly („legie“), které sice táhly proti Napoleonovi, ale do bojů přímo nezasáhly.

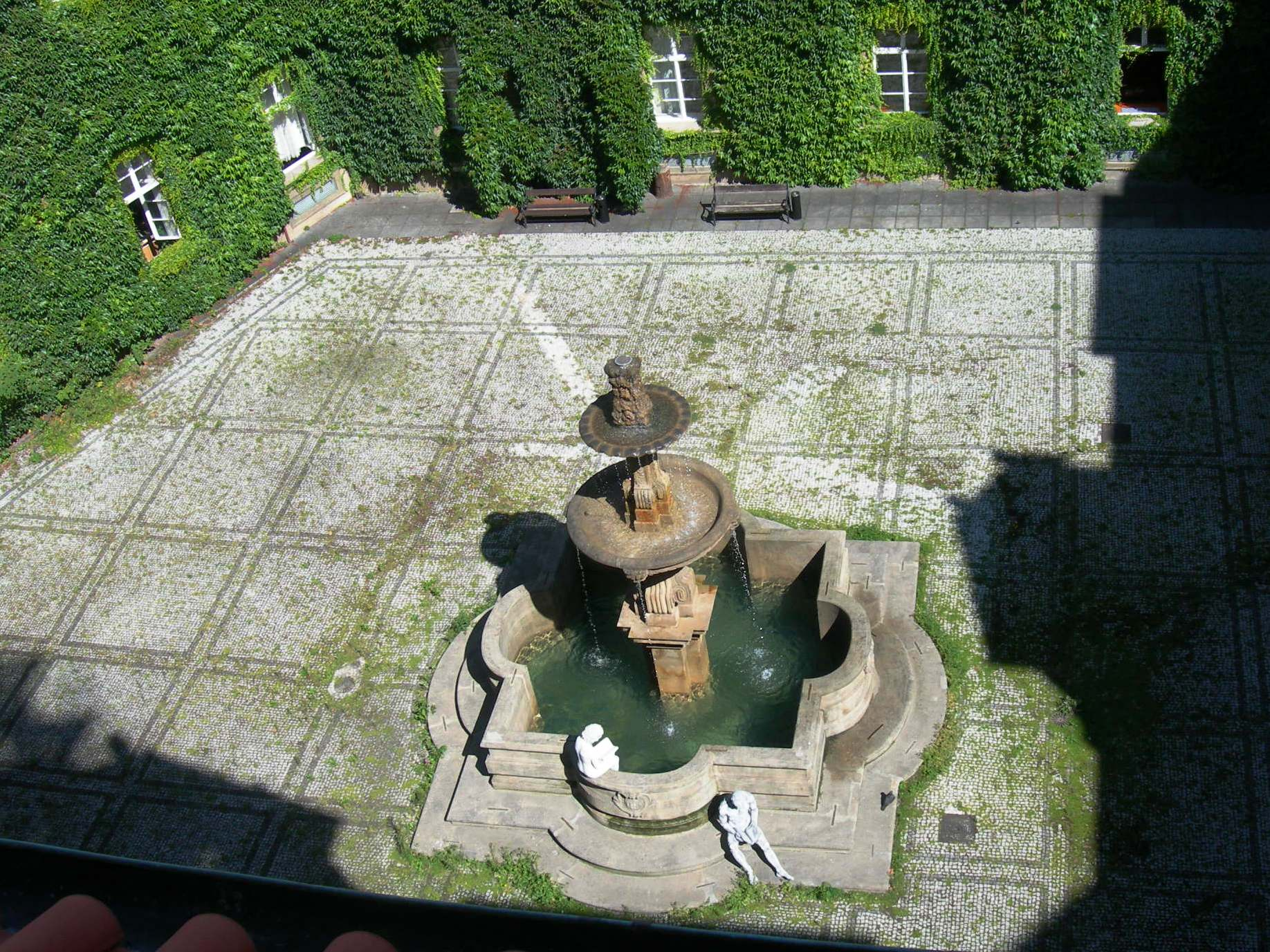
Révový dvůr v Klementinu

## Studentská revoluce 1848
Liberální a nacionalistické nálady studentů německých univerzit, probuzené odbojem proti Napoleonovi, prosakovaly i do Prahy, byly však ostře potlačovány. Přesto vyvolávaly podobné postoje i mezi českými studenty, kteří s velkými sympatiemi sledovali například polské povstání 1830. K velkým oslavám univerzitního výročí roku 1848 vyšly jednak dějiny univerzity od mladého W. W. Tomka (německy 1848, česky 1849) a byl slavnostně odhalen pomník Karla IV. na Křižovnickém náměstí.
Mezitím však vypukly ve Vídni studentské bouře a pražští studenti se přidali: 15. března 1848 vydala univerzita petici, v níž „poníženě prosila“, aby se přestalo s náboženskou diskriminací učitelů, zavedla svoboda vyučování, rovnoprávnost obou jazyků a tělocvik. Studenti žádali také právo navštěvovat zahraniční univerzity a zakládat studentské spolky. Pražskou delegaci nadšeně uvítali vídeňští studenti a pražský místodržitel petici vyhověl. Studentská legie měla asi 3500 členů, polovinu tvořili studenti techniky.
Studentské spolky a jejich „kohorty“ se brzy začaly polarizovat národnostně, jako česká Slavia a německá Markomania. V červnu se hlavně české oddíly radikalizovaly a požádaly vojenského velitele knížete Windischgrätze o 2000 pušek a baterii děl, což velitel pochopitelně odmítl; studenti začali stavět barikády a obsadili Klementinum. Po několika drobných střetech je vojáci dobyli a asi 60 studentů zajali. O další konflikt se postaral ruský revolucionář Bakunin, který na jaře 1849 agitoval v Praze, ale když v květnu v Drážďanech vypukla jím inspirovaná revoluce, pražská policie pozatýkala 24 německých a 16 českých radikálů, z nichž 7 a 4 byli odsouzeni k smrti. Trest byl pozměněn na dlouholeté vězení, v Praze však byl vyhlášen výjimečný stav.

## Thunova reforma
Roku 1849 za ministra školství hraběte Leo Thuna-Hohensteina vyšel nový zákon, který vycházel z osvědčeného berlínského modelu von Humboldtova (1810) a platil až do druhé světové války. Fakultu vedl sbor všech profesorů, kteří volili děkana. Univerzitu vedl senát, složený z rektora, děkanů, proděkanů a dalších zástupců fakult, rektoři se střídali ze všech 4 fakult. Thunova reforma dala univerzitám jistou míru svobody, podstatně zlepšila postavení profesorů – které nebylo například možno propustit nebo penzionovat – a položila důraz na vědeckou činnost profesorů a docentů. Při obsazování profesorských míst navrhovali profesoři tři jména, z nichž si ministr a císař vybrali; v důsledku toho se úroveň rakouských univerzit výrazně zlepšila.
Ti, kdo univerzitu pomáhali modernizovat, však byli většinou mladí vědci z Německa, kteří v Praze začínali. Naopak čeští kandidáti – například František Palacký nebo František Ladislav Rieger – naráželi na odpor, Pavel Josef Šafařík a František Ladislav Čelakovský brzy odešli a prosadil se pouze starý Jan Evangelista Purkyně. Tím se posiloval vliv němčiny, i když mezi studenty pozvolna převládali Češi. Roku 1855 měli převahu jen na filosofické a teologické fakultě, kde většina studentů pocházela ze selských a řemeslnických rodin, kdežto na právech a medicíně, kde převládaly děti šlechty a bohatých měšťanů, byla většina Němců. Naproti tomu roku 1875 už představovali Češi 65 % studentů, na teologii dokonce 83 %; to byl důsledek rostoucího počtu českých gymnázií a celkové liberalizace poměrů po roce 1860.

## Česká a německá Univerzita Karlo-Ferdinandova (1882-1918)

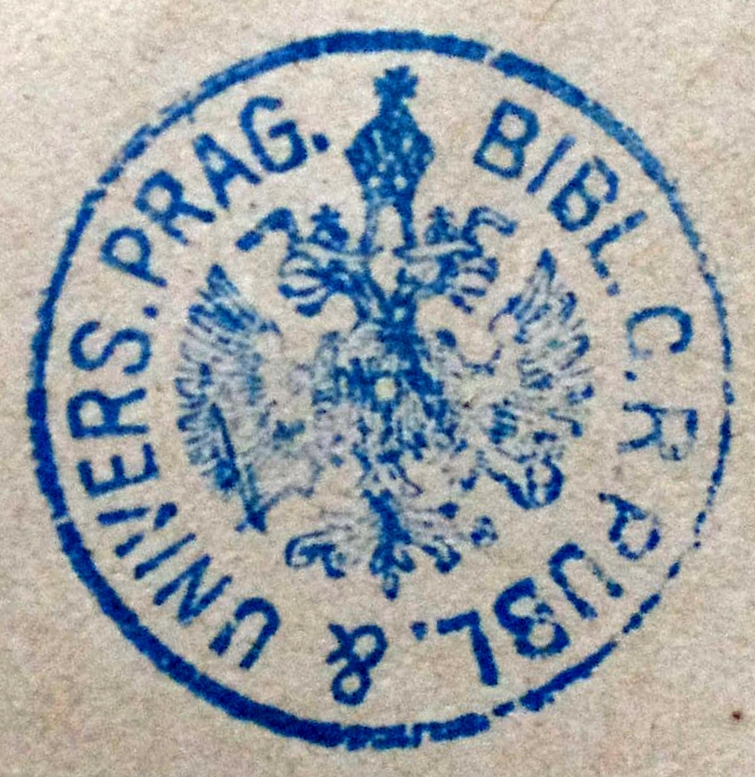
Razítko univerzitní knihovny

### Předpoklady
Roku 1860 začala pěšťská univerzita vyučovat maďarsky, krakovská a lvovská roku 1867 polsky. V roce 1864 předložil Jan Evangelista Purkyně zemskému sněmu petici na podporu zrovnoprávnění češtiny na univerzitě a v následujících debatách už uvažoval o jejím rozdělení. Od roku 1869 se univerzitní vyhlášky vydávaly v obou jazycích a 1873 zřídil ministr vyučování Josef Jireček českou komisi pro výběr gymnazijních profesorů. Značnou roli sehrály i studentské spolky a časopisy. Od roku 1849 tu byl Akademický čtenářský spolek, 1853 začala vycházet Purkyňova Živa, roku 1861 vznikl Spolek pro matematiku a fysiku a roku 1872 Spolek českých chemiků; 1868 byla založena Jednota českých filologů, 1869 Klub přírodovědecký a 1872 Historický klub.
Zde se vytvářela česká vědecká terminologie a vznikala původní vědecká literatura. Spolky, které vydávaly i učebnice, mohly z toho hradit vydávání odborných časopisů a budovat knihovny, jež pak sloužily českým fakultám. Oproti roku 1848, kdy vycházelo asi šest českých časopisů, roku 1877 jich pravidelně vycházelo nejméně 177 a vyšlo skoro tisíc českých knih. V letech 1860–1874 vyšel pod Riegerovým vedením Slovník naučný v 11 svazcích jako důkaz odborné vyspělosti ve všech oborech.

### Rozdělení univerzity
Když roku 1879 ukončili čeští konzervativní („staročeští“) poslanci neúspěšnou pasivní resistenci, nabídl jim premiér Taaffe za podporu své vlády řešení zrovnoprávnění češtiny na univerzitě. Česká strana zprvu chtěla jen dvě samostatná univerzitní „kolegia“, českou a německou část profesorského sboru a senátu. S tím však nesouhlasili němečtí profesoři a jako jedinou možnost uvedli rozdělení univerzity. Pro toto řešení byl vydán císařský výnos z 11. dubna 1881, příslušný zákon však po složitých jednáních vyšel teprve 28. února 1882. Vznikly tak c. k. německá universita Karlo-Ferdinandova a c. k. česká universita Karlo-Ferdinandova. Každý profesor si mohl zvolit, ke které univerzitě se přihlásí, a jeho ústav šel s ním. Jen knihovna a botanická zahrada zůstaly společné.
Obě filosofické fakulty nakonec zůstaly v Klementinu, obě právnické v Karolinu. Velkou aulu užívaly obě univerzity střídavě, historické insignie připadly univerzitě německé, kdežto české byly vyrobeny kopie. První rektor české univerzity, historik Václav Vladivoj Tomek tak mohl být instalován až 19. prosince 1882. V prvním roce své existence měly dvě fakulty české univerzity 1055 posluchačů, když k nim 1883 přibyla i lékařská fakulta, měla česká univerzita 1481 posluchačů proti 1368 posluchačům univerzity německé. Roku 1895 už měla česká univerzita dvojnásobek posluchačů. Proti rozdělení teologické fakulty se dlouho bránil arcibiskup Bedřich ze Schwarzenbergu, který trval na tom, že kněží musí ovládat oba jazyky a působit kdekoli v zemi. K rozdělení nakonec došlo až v září roku 1891.

### Historie obou univerzit do roku 1918

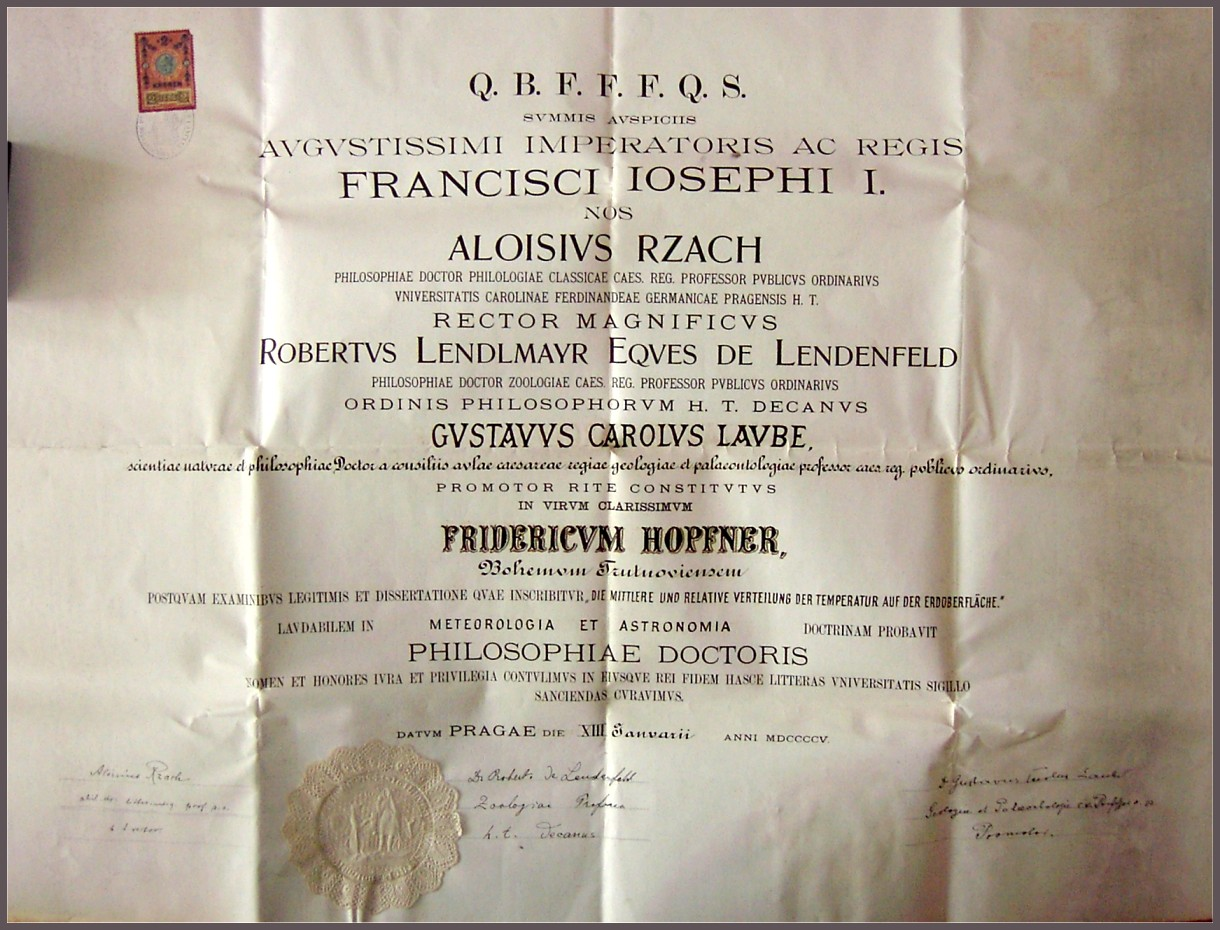
Diplom německé Karlo-Ferdinandovy univerzity pro astronoma F. Höpfnera (1905)

Rozdělení univerzity přineslo mnoho praktických problémů, s nimiž nejvíc zápasila lékařská fakulta: většina dosavadních ústavů připadla německé univerzitě. V letech 1883–1886 byla postavena nová budova v Kateřinské ulici, brzy nato dvě přístavby v areálu Všeobecné nemocnice, roku 1898 nová budova německých ústavů na Albertově a roku 1902 dětská nemocnice na Karlově. Přírodovědecké obory filosofické fakulty získaly roku 1910 budovu Ke Karlovu 3 a roku 1914 budovu Albertov 6, už roku 1898 byla zřízena nová botanická zahrada a ústav ve Viničné ulici. Ostatní fakulty se nových budov dočkaly až po válce.
Od roku 1897 mohly na filosofické fakultě studovat i ženy a o třicet let později už měly mírnou převahu, zejména na jazykových oborech. Téhož roku 1897 ustanovil ministerský předseda Kazimír Felix hrabě Badeni, že v českých zemích má být čeština rovnoprávný úřední jazyk s němčinou. To byla revoluční a obtížně realizovatelná změna, protože čeští Němci česky neuměli a byli by tudíž vyřazeni ze státní správy, ne-li z veřejného života vůbec. Vzniklé bouře zejména na univerzitách jen vyostřily národnostní napětí a Badeniho nařízení musela být po dvou letech zrušena. Zlá krev však zůstala a vedla k další národnostní izolaci i na pražské univerzitě. V roce 1910 ovšem byl poměr studentů obou univerzit 7 : 3 ve prospěch univerzity české.
Do univerzitního života těžce zasáhla první světová válka. Část učitelů a většina studentů narukovala k armádě, takže obě univerzity měly ve válečných letech jen několik set studentů. Na všechny postupně dolehla zásobovací nouze a politické poměry se velmi zostřily. Už roku 1915 reagoval senát české univerzity na policejní „upozornění“ na exilovou činnost profesora Masaryka tím, že ho vyloučil a zbavil titulu. Také studentské spolky se dále radikalizovaly a po válce stály proti sobě jako nepřátelé.

### Významní učitelé
- Franz Konrad Bartl; matematik a fyzik (1750–1813)
- Wilhelm von Biela; astronom (1782–1856)
- Adam Bittner; matematik, astronom (1777–1844)
- Bernard Bolzano; kazatel, logik a matematik (1781–1848)
- Gelasius Dobner; piarista, historik (1719–1790)
- Václav Fortunát Durych; lingvista, slavista (1735–1802)
- Bohumil Eiselt; lékař (1831–1908)
- Jan Gebauer; lingvista (1838–1907)
- František Josef Gerstner; matematik a fyzik (1756–1832)
- Jaroslav Goll; historik (1846–1929)
- František Ignác Kassián Halaška, fyzik, astronom, geograf (1780–1847)
- Franz Anton Leonard Herget; matematik (1741–1800)
- Ewald Hering; fyziolog (1834–1918)
- Antonín Jan Jungmann; lékař (1775–1854)
- Alois Klar (1763–1833), filolog, pedagog a filantrop, děkan filosofické fakulty
- Jakub Filip Kulik; matematik (1793–1863)
- Tomáš Garrigue Masaryk; sociolog, filosof a politik (1850–1937)
- Václav Emanuel Mourek; germanista a anglista (1846–1911)
- František Martin Pelcl; historik, bohemista (1734–1801)
- Josef Ladislav Píč; historik a archeolog (1847–1911)
- Jan Svatopluk Presl; přírodovědec (1791–1849)
- Jan Evangelista Purkyně; fyziolog, biolog, básník (1787–1869)
- Antonín Randa; právník (1834–1914)
- Jan Antonín Scrinci; lékař, fyzik a chemik (1697–1773)
- Joseph Stepling; matematik a astronom (1716–1778)
- Antonín Strnad; jezuita, astronom, rektor univerzity (1746–1799)
- Čeněk Strouhal; experimentální fyzik (1850-1922)
- František Josef Studnička; matematik (1836–1903)
- Vojtěch Šafařík; chemik (1829–1902)
- Jan Tesánek; jezuita, matematik (1728–1788)
- Josef Thomayer; lékař (1853–1927)
- Jan Erazim Vocel; historik a archeolog (1803–1871)
- Stanislav Vydra; jezuita, matematik (1741–1804)